# Rejon krasnoturański
Rejon krasnoturański (ros. Краснотура́нский райо́н, Krasnoturanskij rajon) – rejon administracyjny i komunalny Kraju Krasnojarskiego w Rosji. Centrum administracyjnym rejonu jest wieś Krasnoturańsk, której ludność stanowi 42,7% populacji rejonu. Został on utworzony 4 kwietnia 1924 roku.

## Położenie
Rejon ma powierzchnię 3 462 km² i znajduje się w południowej części Kraju Krasnojarskiego, granicząc na północy z rejonem nowosiołowskim, na północnym wschodzie z rejonem bałachtińskim, na wschodzie z rejonem idrińskim, na południowym wschodzie z rejonem kuragińskim, na południu z rejonem minusińskim, a na zachodzie z Republiką Chakasji.

Rejon usytuowany jest na prawym brzegu rzeki Jenisej.

## Ludność
W 1989 roku rejon ten liczył 18 629 mieszkańców, w 2002 roku 17 322, w 2010 roku 15 569, a w 2011 liczba mieszkańców spadła do 15 511 osób.

## Podział administracyjny
Administracyjnie rejon  dzieli się na 9 sielsowietów.